# Wegwarten. Eine literarische Zeitschrift für Einzelne
Wegwarten. Eine literarische Zeitschrift für Einzelne, ist eine 1961 von Walter Lobenstein in Hannover gegründete und ab demselben Jahr herausgegebene Literaturzeitschrift. Die Zeitschrift versteht sich als Weiterentwicklung der von dem Schriftsteller Rainer Maria Rilke 1896 in Prag in lediglich drei Ausgaben herausgegebenen Zeitschrift Wegwarten. Lieder dem Volke geschenkt. Anders als das Vorbild, das ebenfalls „[...] keine geschäftsmäßige Zeitschrift [...], sondern für intimere Kreise feinsinnige, echte Lyrik“ sammelte, bieten die Wegwarten zusätzlich auch Kurzprosa dar, Essays, Aphorismen oder Auszüge aus Romanen. Ergänzend enthalten Lobensteins Wegwarten auch künstlerische Zeichnungen, Holz- und Linolschnitte sowie Grafiken und Fotografien. Die Titelseiten der beispielsweise Anfang 2009 im 49. Jahrgang mit der 181. Ausgabe erschienenen Hefte wurden bis dahin mit Linoldrucken ausschließlich von Fritz Möser geschmückt.

## Autoren und Künstler
In den Wegwarten erschienen unter anderem Werke von Hermann Hesse, der bis zu seinem Tod „zu den ersten Lesern der Zeitschrift“ gehörte, Fritz Rasche, die israelische Schriftstellerin Frieda Hebel, Max Brod, Ernst Jünger, Dietrich Fischer-Dieskau, Artur Cremer-Acre, Inge Meidinger-Geise, Monika Mann, Heinz Stein, Manfred Hausmann, Friedrich Schnack, Loki Schmidt, Ulrich Beer, Heinz Keller, Joachim Grünhagen, Fritz Möser, Heinz Stein, Horst Dieter Gölzenleuchter, Hilde Domin, Heinz Piontek, Hermann Eller, Hans Ulle, Hans-Jörg Modlmayr und andere.